# Puigfalconer
Puigfalconer és un antic poble, abandonat i en ruïnes actualment, que hom considera que és l'origen històric del poble de Suterranya. Està situat a prop del turó de puig Falconer, de 799 msnm, uns 2 quilòmetres al nord-est de Suterranya, i a 1,5 de la capella de Sant Miquel.
Entre les restes que encara es poden reconèixer hi ha les de l'antiga església del poblat, que a la baixa edat mitjana fou parroquial, de Sant Serni de Puigfalconer, i d'ella depenia la de Sant Serni de Suterranya.
Entre 1978 i 1979 fou excavat per la Societat d'Amics de la Muntanya de Tremp, però no es coneixen els resultats d'aquella campanya arqueològica.